# Diócesis de Ripon (antigua)
La diócesis de Ripon (en inglés: Diocese of Ripon) fue una circunscripción eclesiástica de la Iglesia católica en el Reino Unido. Se trataba de una diócesis latina, sufragánea de la arquidiócesis de York. Fue suprimida circa 686.

## Territorio y organización
La diócesis extendía su jurisdicción sobre los fieles católicos de rito latino residentes en parte del Reino de Northumbria en Inglaterra.
La sede de la diócesis se encontraba en la ciudad de Ripon, en donde se halla la Catedral de San Pedro y San Wilfredo, construida en 672, fue utilizada como catedral de la diócesis anglicana de Ripon desde su creación en 1836. Su cripta es la estructura más antigua que se conserva de todas las catedrales de Inglaterra.

## Historia
Hacia el año 650 monjes celtas del monasterio de San Aidan en Melrose y de la abadía de Iona fundaron un monasterio en Ripon, pero en el año 661 Wilfredo de York, ya perteneciente a las órdenes romanas, se convirtió en abad e introdujo la regla benedictina, desplazando a la celta. Wilfredo expulsó al abad, Eata, por no seguir las costumbres romanas, y poco después fue ordenado sacerdote. En esos momentos estaban en pugna las variantes celta y la romana en el área (esta última finalmente se impuso en el Sínodo de Whitby en 664).
El monje irlandés Diuma fue enviado al Reino de Mercia como obispo misionero y en 656 fundó la diócesis de Mercia con sede en Repton. En 669 san Chad trasladó la sede episcopal a Lichfield y tomó el nombre de diócesis de Lichfield. Entre aproximadamente 676 y 680 la vasta diócesis de Lichfield en el Reino de Mercia fue subdividida, dando lugar a cuatro nuevas sedes: Lindsey (para el reino de los lindisfaras), Leicester (para el Reino de Mercia propiamente dicho), diócesis de Worcester (para el Reino de Hwicce) y diócesis de Hereford (para el reino de los magonsaetes).
En Lindsey fue nombrado como su primer obispo Eadhæd, compañero de san Chad. Fue consagrado en 678, pero expulsado de Lindsey y nombrado obispo de Ripon circa 679, tal vez podría deberse a sus simpatías con Northumbria. Esto fue parte del proceso por el cual el obispo Wilfredo de la gran diócesis de York la dividió en tres partes, con nuevos obispados establecidos en York, Hexham y Ripon, en el Reino de Northumbria. El cronista medieval Beda, en su obra Historia ecclesiastica gentis Anglorum, apenas menciona a Eadhæd fuera de la división de la diócesis. Parece que la sede de Ripon fue creada especialmente para encontrar un lugar para Eadhæd después de su expulsión de Lindsey, pues fue su único obispo y la diócesis fue fusionada a York antes de 700.

## Episcopologio

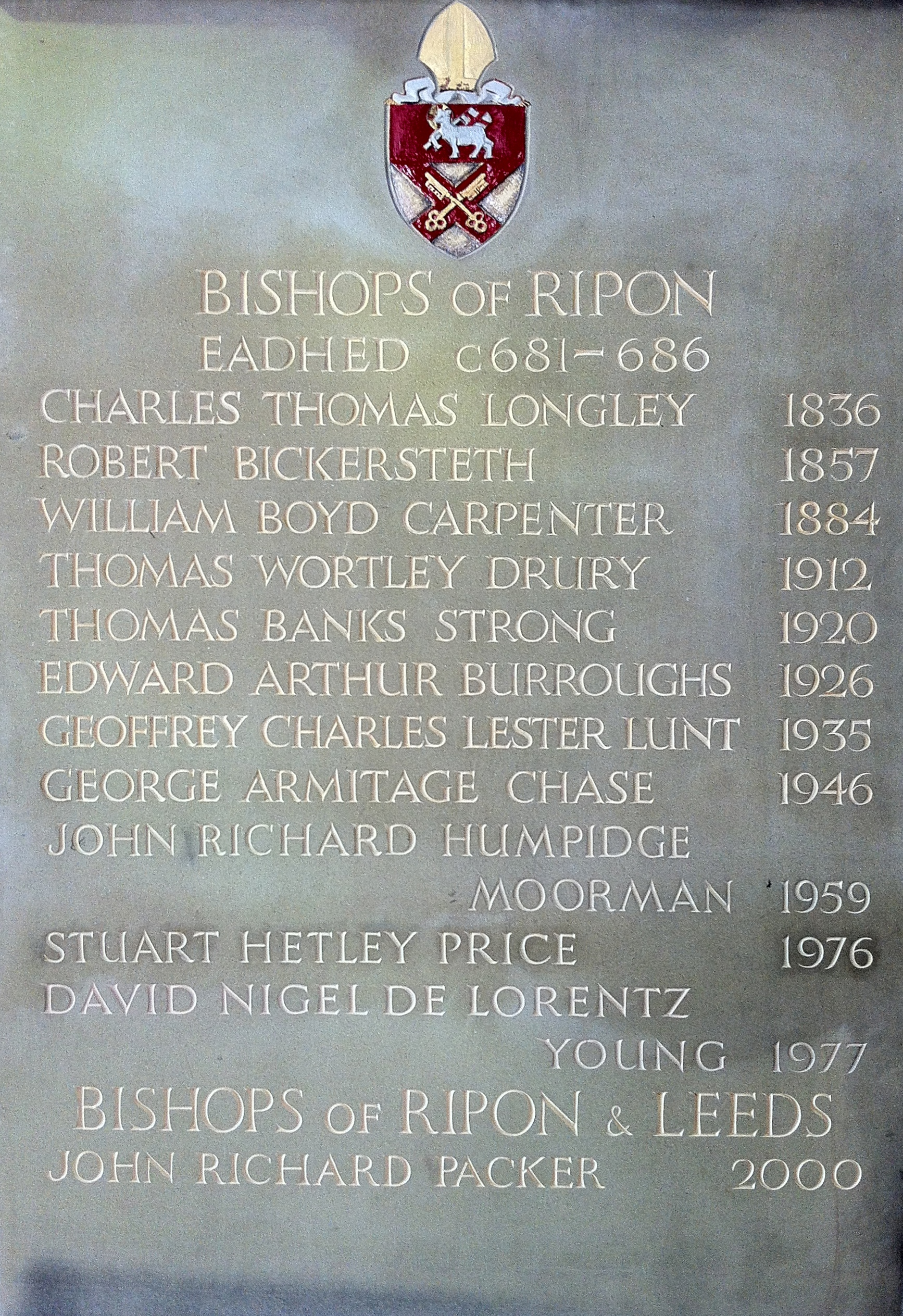
Lista de obispos anglicanos de Ripon, que incluye también a Eadhæd

- Eadhæd † (circa 679-686)